# Francesco Mati
Francesco Mati, auch bekannt als Cecchino del Legnaiuolo (* 8. November 1561 in Florenz; † 21. September 1623 ebendort), war ein italienischer Maler.

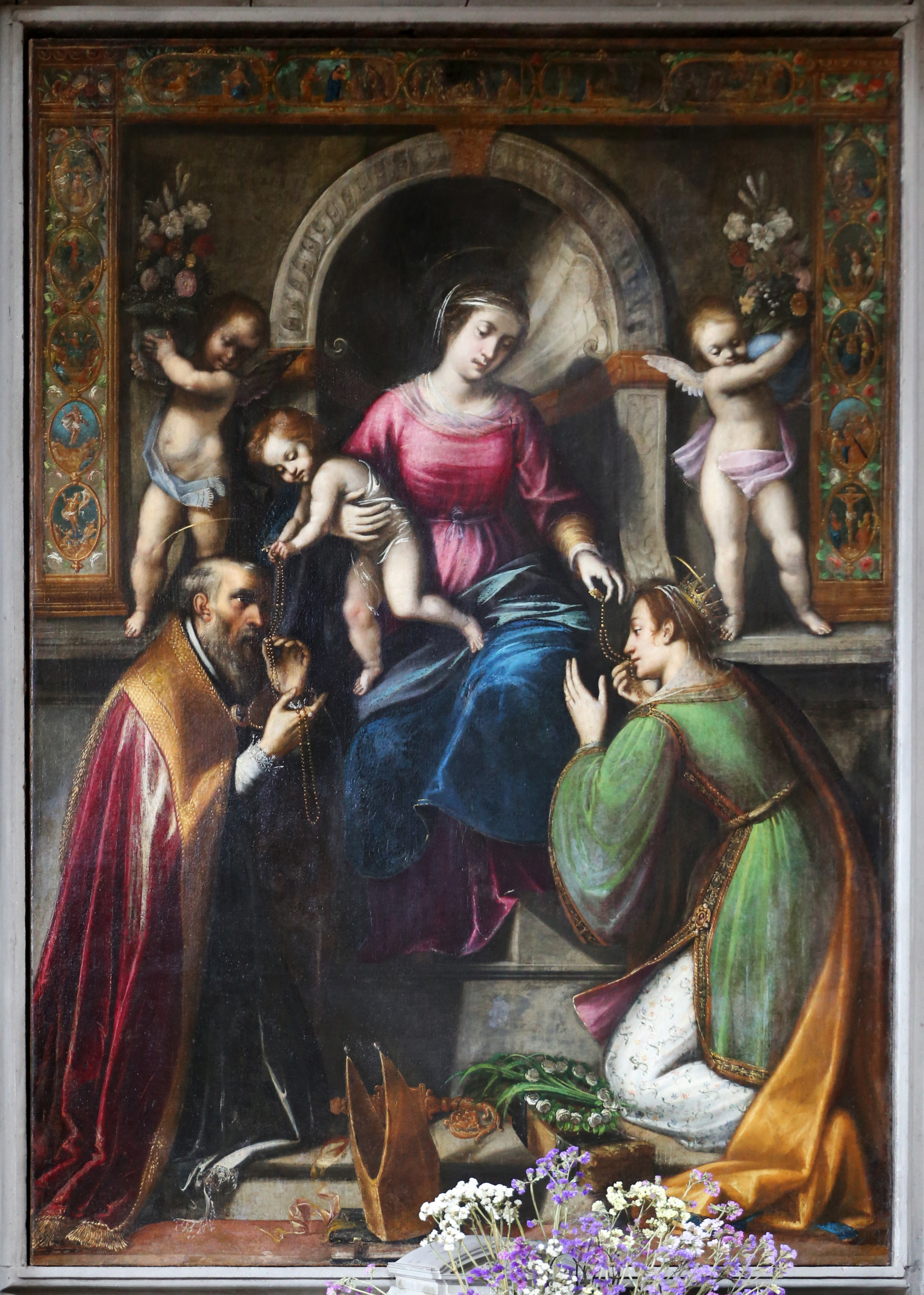
Madonna mit den Hl. Zenobius von Florenz und Katharina von Alexandrien, 1612–17, Santa Maria a Settignano

## Leben
Er wurde von Alessandro Allori ausgebildet und war an dekorativen Projekten wie den Grotesken im ersten Korridor der Uffizien und dem Salon Leo X. der Medici-Villa in Poggio a Caiano beteiligt. Zu seinen ersten selbständigen Werken gehören einige monochrome Schlachtenbilder für temporäre Festdekorationen. 1581 wurde er in die Accademia del Disegno aufgenommen, deren Mitglied und Beitragszahler er bis zu seinem Tod blieb.
1602 entstehen ganzfigurige Porträts von Ferdinando I. de’ Medici und seiner Gemahlin Christine von Lothringen (Priv.-Bes.).
Später wurde er ein hochgeschätzter Maler von Altarbildern, vor allem für den Florentiner Raum, wo er die Anforderungen der Gegenreformation sorgfältig mit guter Zeichnung und Kolorierung verband. Seine Malerei ist insgesamt von leuchtkräftigen Farben bei etwas schematischen, betont lieblichen Gesichtszügen gekennzeichnet.